# Hårig kardvädd
Hårig kardvädd (Dipsacus pilosus) är en tvåhjärtbladig växtart som beskrevs av Carl von Linné. Hårig kardvädd ingår i släktet kardväddar, och familjen Dipsacaceae. Inga underarter finns listade i Catalogue of Life.

## Bildgalleri

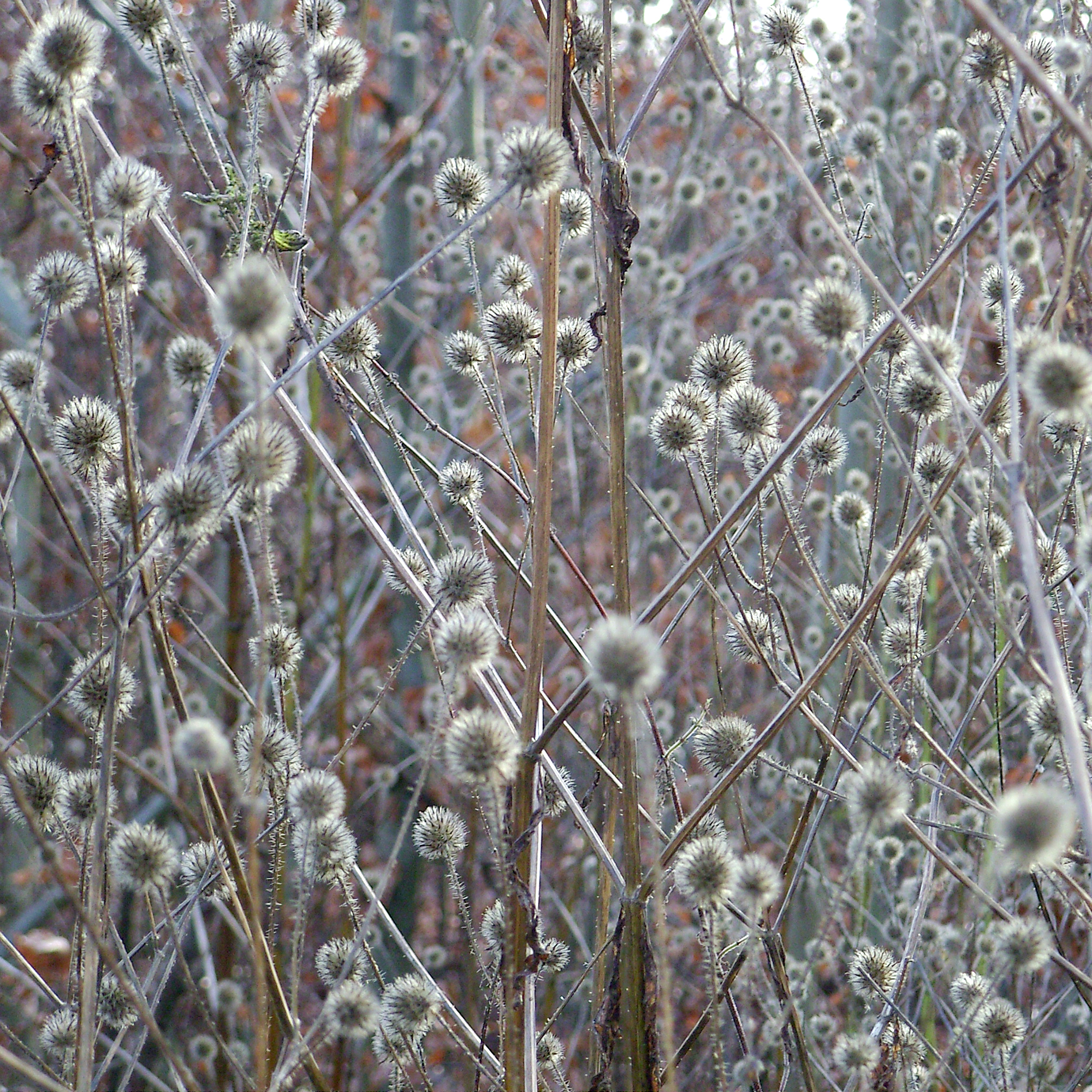
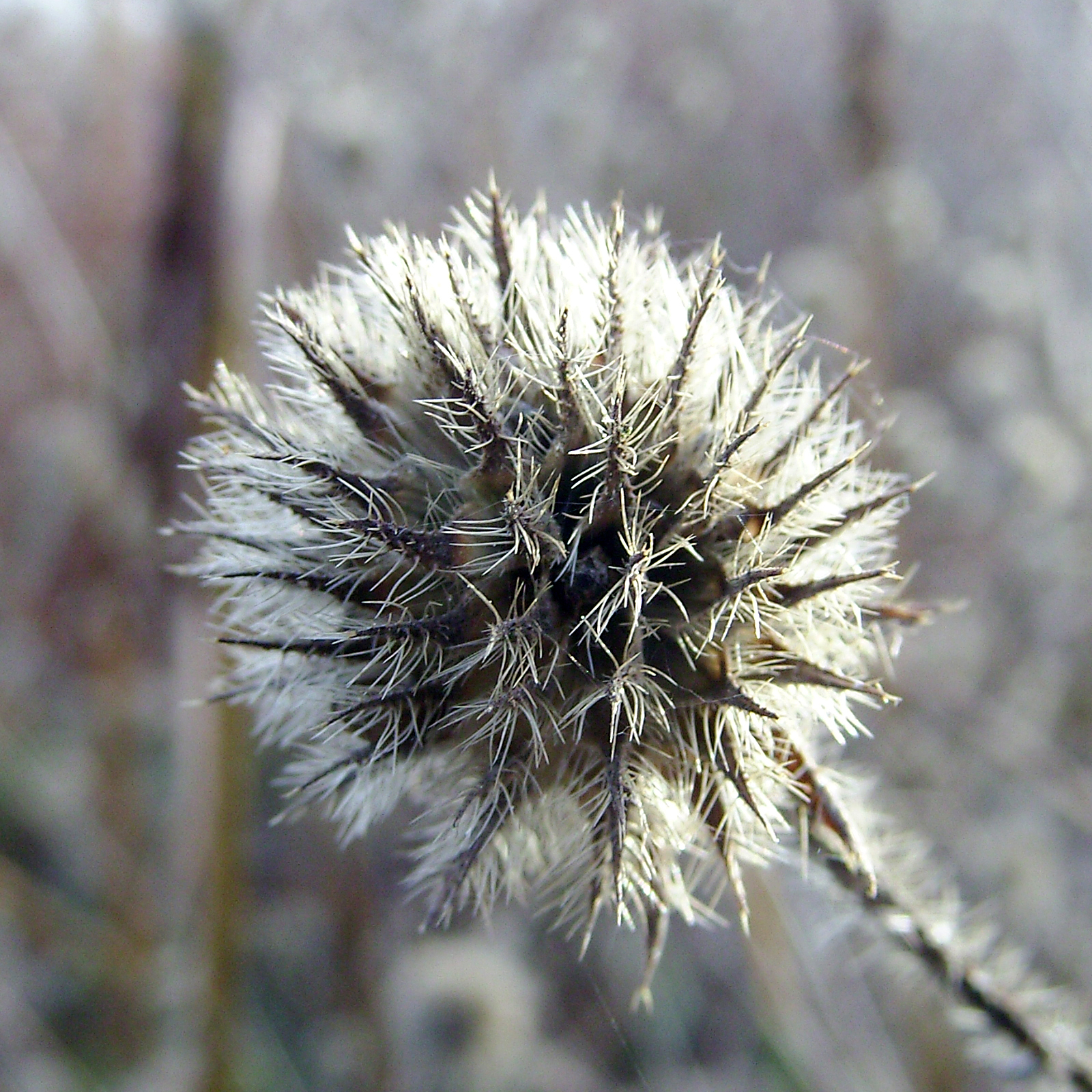
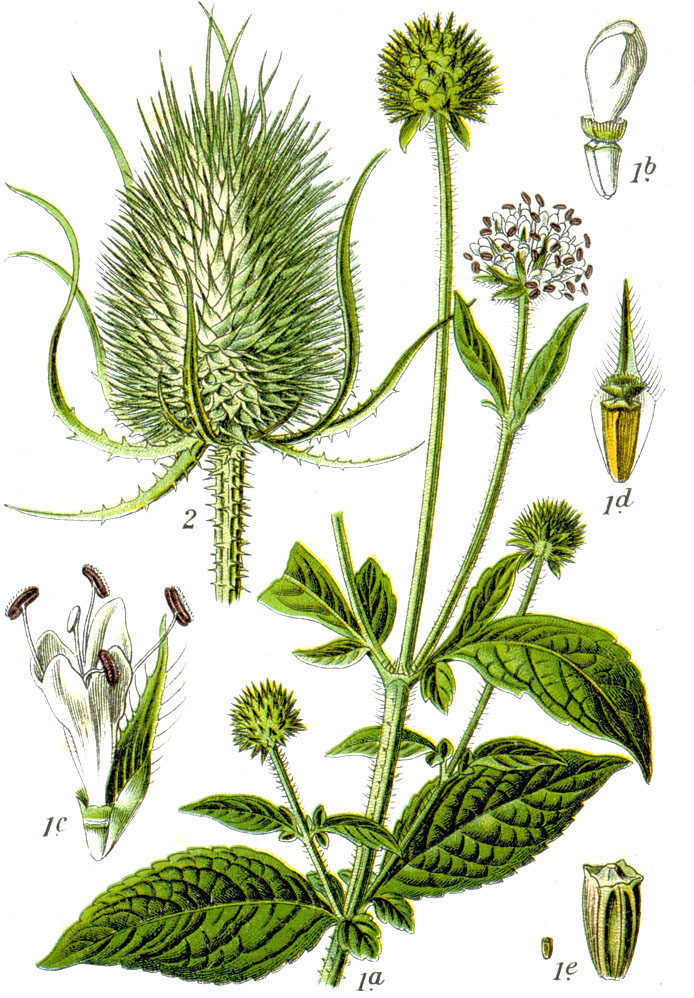
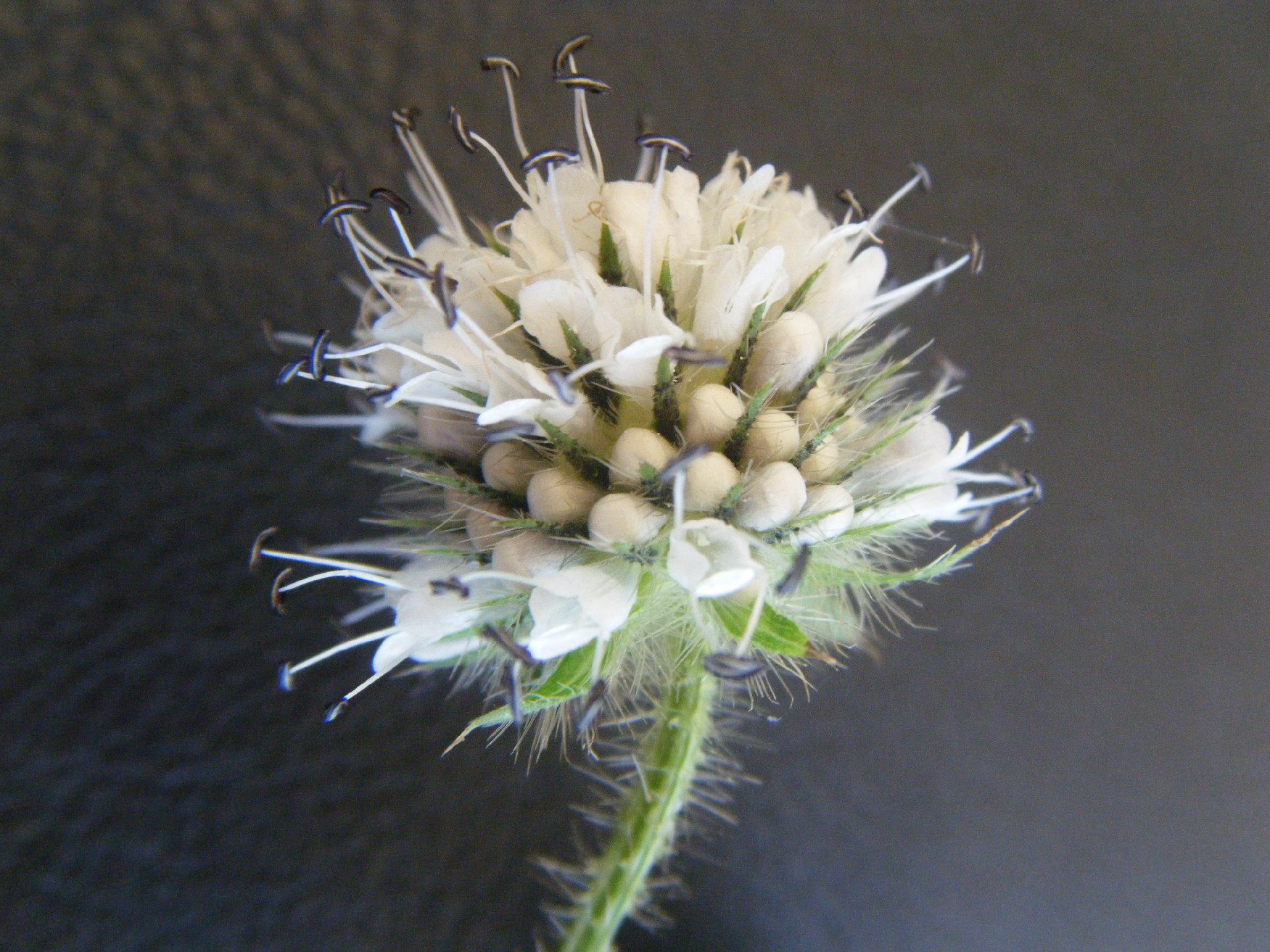